# Ferrari 250 GT 2+2
La Ferrari 250 GT 2+2 è  un'autovettura sportiva costruita dalla casa automobilistica italiana Ferrari dal 1960 al 1963.

## Il contesto generale
Non fu presentata, come di consuetudine, a qualche salone dell'automobile, bensì fu fatta guidare da un direttore di gara della 24 Ore di Le Mans durante una edizione della celebre corsa.

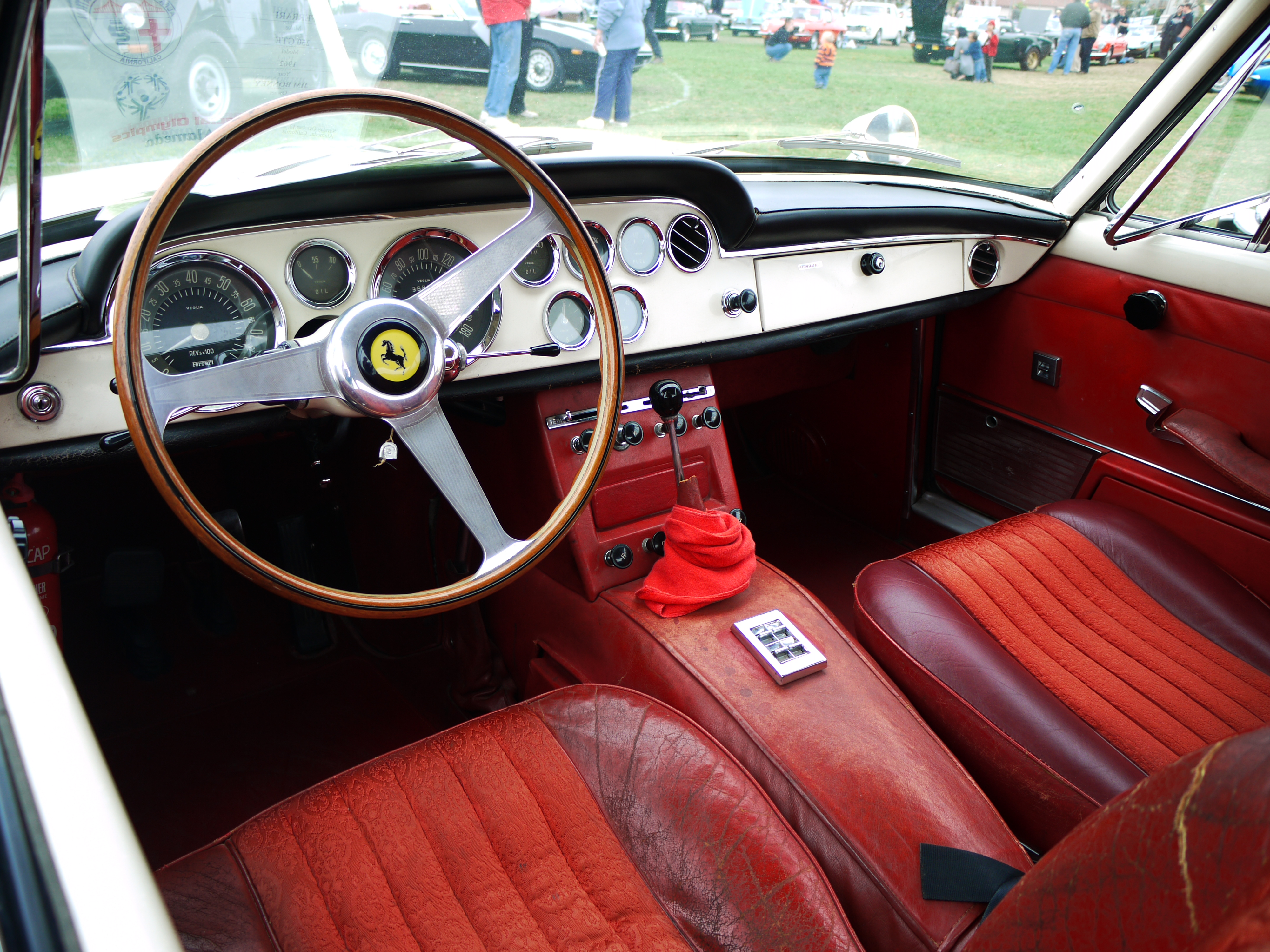
Posto di guida di una 250 GTE

Fu la prima Ferrari ad avere disponibili quattro comodi posti per i passeggeri, da qui l'appellativo 2+2 nella denominazione. Precedentemente erano già state realizzate delle Ferrari con quattro posti, ma quelli posteriori erano utilizzabili solamente da bambini, oppure da adulti per brevi tragitti, dato l'angusto spazio. Per ottenere ciò Pininfarina impostò il progetto basandosi sul telaio di 2600 mm di passo della 250 GT Coupé, ma allungando il corpo vettura di 300 mm. Allargò anche il modello di 60 mm e avanzò il motore di 200 mm, tutto per incrementare lo spazio abitacolo. Nonostante queste modifiche il peso si incrementò di soli 80 kg. Il risultato fu un modello con una linea elegante e all'avanguardia per l'aerodinamica.
Cinquanta esemplari furono dotati di un motore da 4 l di cilindrata e furono rinominati 330 America. Avevano un propulsore di 3967 cm³, con l'alesaggio e la corsa che erano rispettivamente di 77 mm e 71 mm. Questo propulsore erogava una potenza di 300 CV. La maggior potenza del motore consentì l'installazione di accessori come l'aria condizionata. I modelli però erano del tutto simili esteticamente alla 250 GT 2+2.

## Caratteristiche tecniche
L'alimentazione era provvista di tre carburatori a doppio corpo di marca Weber. L'accensione era formata da due bobine, due spinterogeni e due distributori d'accensione, questi ultimi posizionati dietro il motore. La distribuzione era garantita da un singolo albero a camme in testa per bancata di cilindri, i quali erano provvisti di due valvole. La lubrificazione era a carter umido, mentre la frizione era monodisco.

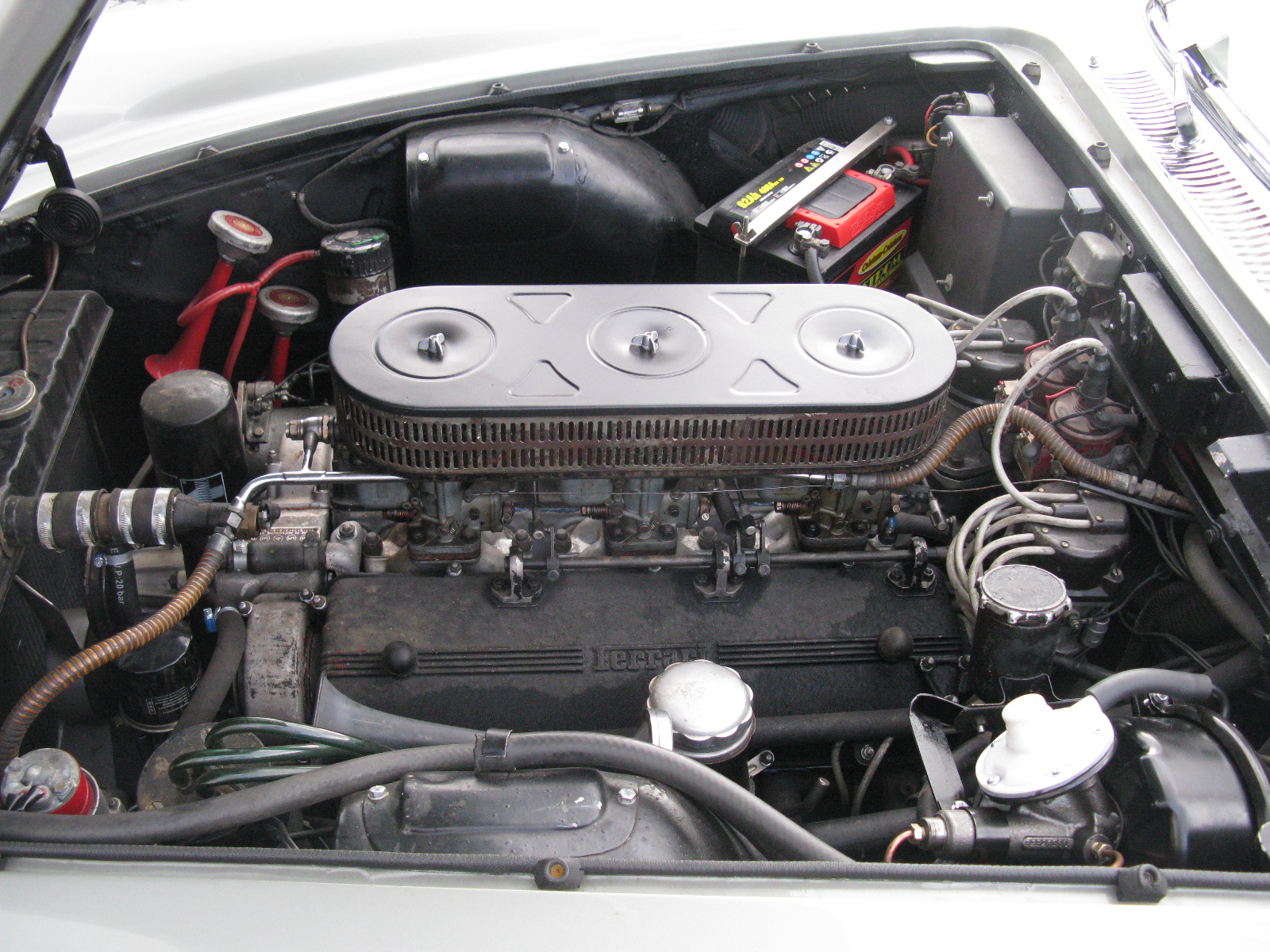
Motore di una 250 GTE 2+2

Il motore era un V12 a 60° anteriore, longitudinale e da 2953,21 cm³ di cilindrata. L'alesaggio e la corsa erano rispettivamente di 73 mm e 58,8 mm, mentre le candele erano disposte al di fuori della “V” dei cilindri. Il rapporto di compressione era di 8,8:1. Il propulsore erogava una potenza massima di 240 CV a 7 000 giri al minuto.
La trasmissione era costituita da un cambio a quattro rapporti sincronizzati, più overdrive sulla quarta marcia inseribile elettricamente. L'albero di trasmissione trasmetteva il moto al retrotreno con diversi rapporti, questi ultimi a scelta del cliente.
Il telaio era tubolare in acciaio. Le sospensioni anteriori erano indipendenti, con quadrilateri trasversali, molle elicoidali e barra stabilizzatrice. Quelle posteriori montavano un ponte rigido, puntoni laterali e balestre longitudinali. Entrambe avevano installati ammortizzatori telescopici. I freni erano a disco, mentre lo sterzo era a vite senza fine e settore dentato. La carrozzeria era coupé a 2+2 posti. La velocità massima raggiunta dal modello era di 230 km/h.